# Centrale nucléaire de Leibstadt
Pour les articles homonymes, voir KKL.
La centrale nucléaire de Leibstadt est située dans le canton d'Argovie en Suisse, à quelques pas en aval de la confluence de l'Aar et du Rhin.

## La centrale
La centrale nucléaire de Leibstadt est la plus récente de Suisse, elle a été mise en service le 15 décembre 1984. Elle dispose d'un réacteur à eau bouillante. La puissance électrique de ce dernier ayant évolué depuis sa mise en service : 
- 990 MW jusqu'à fin 1994 ;
- 1030 MW jusqu'au 30 octobre 1998 ;
- 1080 MW jusqu'au 15 septembre 1999 ;
- 1115 MW jusqu'au 10 octobre 2000 ;
- 1145 MW jusqu'au 25 août 2002 ;
- 1165 MW depuis le 25 août 2002.
- 1220 MW depuis 2013.
- 1233 MW depuis 2022.

| Nom du réacteur | Modèle | Puissance Brut(MW) | Puissance Nette(MW) | Début de construction | Raccordement au réseau | Mise en service commerciale |
| --------------- | ------ | ------------------ | ------------------- | --------------------- | ---------------------- | --------------------------- |
| Leibstadt (KKL) | BWR-6  | 1275               | 1233                | 01.01.1974            | 24.05.1984             | 15.12.1984                  |

En 2006, la centrale de Leibstadt a produit 9 367 GWh, soit 35,7 % de la production d'électricité nucléaire de la Suisse. Elle fournit aussi de la vapeur à l'industrie. En 2014, la centrale produit à un tarif supérieur à celui du prix moyen de l'électricité vendue dans le pays, ce qui représente une perte pour l'année de 75 millions de francs suisses.
- Production annuelle

En 2020, l'énergie nette produite par la centrale est de 9 milliards de kWh, soit près d’un sixième des besoins en électricité de la Suisse.
| Année | Production totale (GWh) |
| ----- | ----------------------- |
| 2000  | 8 823                   |
| 2001  | 9 089                   |
| 2002  | 9 173                   |
| 2003  | 9 309                   |
| 2004  | 8 692                   |
| 2005  | 5 768                   |
| 2006  | 9 367                   |
| 2007  | 9 436                   |
| 2008  | 9 307                   |
| 2009  | 9 385                   |
| 2010  | 8 774                   |
| 2011  | 9 481                   |
| 2012  | 7 881                   |
| 2013  | 9 691                   |
| 2014  | 9 457                   |
| 2015  | 8 598                   |
| 2016  | 6 075                   |
| 2017  | 5 618                   |
| 2018  | 7 812                   |
| 2019  | 8 819                   |
| 2020  | 9 058                   |
| 2021  | 4 851                   |
| 2022  | 9 753                   |
| 2023  | 9 689                   |

Elle est équipée d'une tour de réfrigération d'une hauteur de 144 m comme la centrale nucléaire de Gösgen.

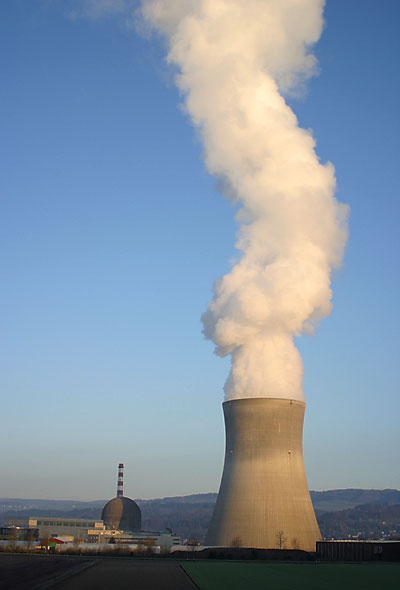
Vapeur d'eau dégagée par la centrale.

## Sécurité
- En 2003 un militant de Greenpeace a réussi à monter sur l'enceinte de confinement (dôme en béton) du réacteur nucléaire avant d'être repéré. Cette action était censée démontrer la vulnérabilité des centrales.
- De 2015 à 2019 plusieurs incidents et défaillances, tous liés à des erreurs humaines se sont succédé dans cette centrale ; fait relevé par l’Inspection fédérale de la sécurité nucléaire début 2019. Après cela le 4 juillet 2019 au moment du redémarrage, la centrale a dû être arrêtée en raison d'une fuite d'huile du système hydraulique d'une vanne de pompe (la reprise s'est faite 4 jours plus tard)[4]. 
Ces problèmes ont été attribués (mi 2019), par l'autorité suisse, au moins pour une grande part à une baisse du personnel. L'opérateur souhaite encore réduire le nombre de ses employés jusqu'en 2022 afin de faire passer le nombre de postes de 500 à 470[4]. Quand l'IFSN a appris en 2018 qu'une nouvelle réduction du personnel était envisagée, elle a demandé à l'opérateur de prouver que cette réduction n'affecterait pas la sécurité de la centrale[4].

## Sources
1. ↑  « PRIS - Reactor Details », sur pris.iaea.org (consulté le 29 août 2022).
2. ↑  « La centrale nucléaire de Leibstadt perd de l’argent », sur lematin.ch, 20 juin 2015 (consulté le 20 juin 2015).
3. ↑  Webagentur: MySign© 2022 Switzerland http://www.mysign.ch, « Centrale nucléaire de Leibstadt », sur swissnuclear (consulté le 29 août 2022).
4. 1 2 3  20 minutes (2019) Centrale nucléaire: moins d'effectifs, plus de soucis ; La cause principale des problèmes rencontrés à la centrale nucléaire de Leibstadt (AG) est la réduction du personnel depuis 2015. Edition Argovie, 25 août 2019

- (fr) Statistiques de l'électricité en Suisse site de l'OFEN
- (fr) et (de) Statistique suisse de l'électricité 2006, page 22, pdf sur le site de l'OFEN